# Yeah! Yeah! Yeah!
Yeah! Yeah! Yeah! (engelska: A Hard Day's Night) är en brittisk musikalisk komedifilm från 1964 i regi av Richard Lester. Den hade premiär i Sverige den 3 augusti 1964 och är The Beatles första film.
1999 placerade British Film Institute filmen på 88:e plats på sin lista över de 100 bästa brittiska filmerna genom tiderna.

## Handling
Filmen beskriver en typisk dag för Beatles under den värsta Beatle-mania hysterin. Bandet ska, ledd av managern Norm, ta sig till en teater, repetera och sedan framföra en konsert. Allt går inte som planerat. Trots att Norm ber bandet om att uppföra sig som "normala, respektabla medborgare" tar den lekfulla och impulsiva gruppen varje chans för att slippa ansvaret och arbetet.
Filmen inleds med en folkrusning där Beatles försöker hålla sig undan bandets hysteriska fans och ta sig ombord ett tåg, allt till låten "A Hard Day's Night". I kupén på tåget introduceras Pauls farfar/morfar. Efter tågresan kommer gruppen till ett hotellrum där de blir ombedda att svara på brev från sina fans, men då Pauls farfar/morfar snor en VIP-inbjudan till ett casino och ger sig av för att roa sig blir de tvungna att hämta honom. Nästa dag kommer de till teatern där de repeterar sina låtar, och till slut håller en konsert, men först efter att ha fått hämta Ringo på polisstationen.
Gruppen rymmer ständigt, och är allmänt uppkäftiga under bland annat intervjuerna med reportrar. Pauls morfar/farfar älskar enligt Paul att förstöra gruppgemenskaper och han får bland annat managern Norm och hans medhjälpare "Shake" att råka i luven på varandra, samt Ringo att förlora sitt självförtroende.

## Rollista i urval
- John Lennon – sig själv
- Paul McCartney – sig själv
- George Harrison – sig själv
- Ringo Starr – sig själv
- Wilfrid Brambell – John McCartney, Pauls farfar
- Norman Rossington – Norm, Beatles manager
- John Junkin – Shake, Beatles road manager
- Victor Spinetti – TV-regissören
- Anna Quayle – Millie
- Deryck Guyler – Polis
- Richard Vernon – Johnson, herren på tåget
- Edward Malin – hotellservitör
- Alison Seebohm – Dolly, Simon Marshalls sekreterare
- David Janson – Charley, en ung pojke som Ringo möter

## Om filmen
När filmen ursprungligen kom till Sverige var Beatles fortfarande en ganska färsk popgrupp - främst kända för att de på olika låtar (som She Loves You) sjungit och skrikit Yeah! Yeah! Yeah!. Den svenska titeln är fortfarande gångbar bland cineaster medan Beatles fans numera genomgående använder den engelska originaltiteln A Hard Day's Night.

## Musik i filmen
- "Can't Buy Me Love" (sjungs av Paul McCartney),
- "A Hard Day's Night" (verserna och refrängen sjungs av John Lennon, sticket av Paul McCartney)
- "I Should Have Known Better" (sjungs av John Lennon)
- "Tell Me Why" (sjungs av John Lennon)
- "And I Love Her" (sjungs av Paul McCartney)
- "I'm Happy Just To Dance With You" (sjungs av George Harrison)
- "If I Fell" (sjungs av John Lennon och Paul McCartney i gemensam stämsång).

Samtliga melodier är skrivna av John Lennon och Paul McCartney. George Harrison stod dock för sången på "I'm Happy Just To Dance With You".
Redan flera månader innan filmen hade premiär hade "Can't Buy Me Love" släppts som singel i England den 16 mars 1964. Ledmotivet "A Hard Day's Night" kom ut som singel den 10 juli 1964. Samma dag släpptes på bolaget Parlophone den europeiska versionen av LP:n A Hard Day's Night. Denna innehöll de sju melodierna från filmen på skivans A-sida. På B-sidan fanns ytterligare sex melodier av Lennon–McCartney - däribland de låtar som också var B-sidor på de båda singlarna ("You Can't Do That" och "Things We Said Today").
Redan den 26 juni 1964 hade den amerikanska versionen av LP:n A Hard Day's Night släppts på filmbolaget United Artists egen skivetikett. Detta album var ett rent soundtrack och innehöll förutom de sju Beatleslåtarna också den instrumentala filmmusiken.
Båda albumen fanns i såväl mono- som stereoversion.
Fyra av de sju låtarna - "I'm Happy Just To Dance With You", "If I Fell", "And I Love Her" och "Tell Me Why" - kom också med på den amerikanska LP:n Something New utgiven på EMI:s etikett Capitol den 20 juli 1964.